# Benedita (Alcobaça)
A Benedita é uma vila portuguesa sede da freguesia da Benedita. A freguesia pertence ao município de Alcobaça e, consequentemente, à Comunidade Intermunicipal do Oeste e NUTS 2 do Oeste e Vale do Tejo. A freguesia conta com 29,18 km2 de área e 8480 habitantes (censo de 2021), tendo, por isso, uma densidade populacional de 290,6 hab./km².
É a freguesia mais populosa do município de Alcobaça. A freguesia da Benedita caracteriza-se pelo elevado dinamismo industrial, beneficiando do facto de ser atravessada pelo IC2, assim como da sua proximidade à A1, ficando a cerca de 40 minutos desta última via.  
A sua vila-sede é o principal aglomerado urbano do sul do município de Alcobaça, que se caracteriza pelo seu policentrismo. Foi elevada à categoria de vila em 1984.
A freguesia da Benedita está também localizada no interior de um triângulo que une três capitais de município, sendo elas Rio Maior (sede de um município que faz parte da Comunidade Intermunicipal da Lezíria do Tejo), Alcobaça e Caldas da Rainha (sedes de dois municípios da Comunidade Intermunicipal do Oeste), estando mais ou menos a igual distância das três (a cerca de 15 minutos de automóvel). A freguesia da Benedita é delimitada a norte pela freguesia de Turquel (também ela uma freguesia do município de Alcobaça), a oeste pela freguesia de Santa Catarina, a sudeste pela freguesia de Alvorninha (tanto Santa Catarina como Alvorninha pertencem ao município de Caldas da Rainha), a leste pela freguesia de Alcobertas (pertencente ao município de Rio Maior) e a sul pela freguesia de Rio Maior. Confina a leste com a Serra dos Candeeiros, abarcando uma parte do Parque Natural das Serras de Aire e Candeeiros.  

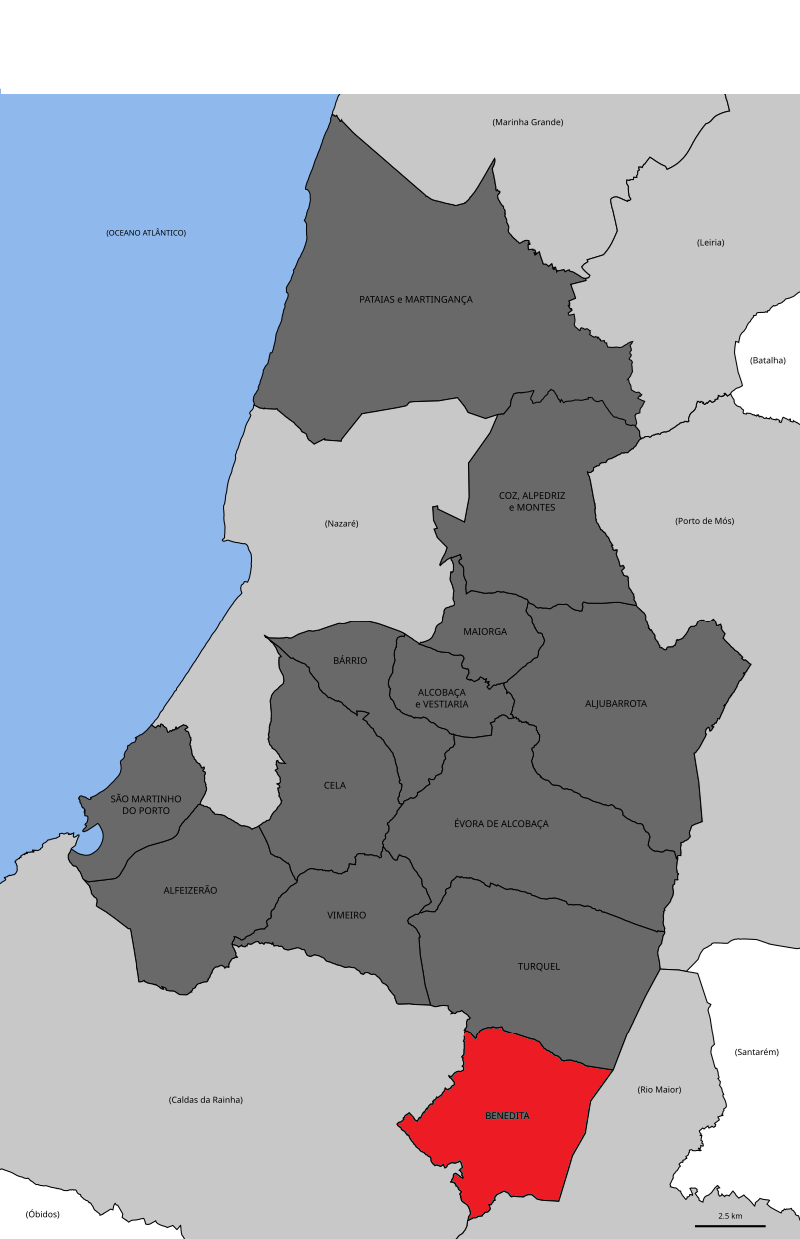
Localização da freguesia da Benedita no município de Alcobaça

## História
A década de 1960 foi essencial para o desenvolvimento da Benedita. Graças a uma experiência piloto de “Desenvolvimento Comunitário”, conduzida por uma vasta equipa chefiada por Manuela Silva, artesãos de vários ramos de atividade associaram-se e criaram empresas industriais, mecanizadas e modernas, dando assim início ao processo de industrialização que é hoje a imagem da Benedita e que ocupa mais de 5000 pessoas repartidas pela produção de calçado - uma "tradição" da freguesia -, cutelaria, marroquinaria, exploração de pedreiras (beneficiando da sua proximidade da Serra dos Candeeiros), artes gráficas, mármores, madeiras, rações para animais, serralharia civil, construção civil e obras públicas ou artigos de cirurgia, num conjunto de mais de 100 unidades fabris, que constituem um valor acrescentado considerável para a economia regional.[carece de fontes?]
No início da década de 1990, a Benedita assistiu a uma certa estagnação no seu crescimento económico. No entanto, a partir da segunda metade dessa mesma década, a Benedita sofreu um novo impulso na senda do desenvolvimento, sobretudo com a concretização de algumas estruturas que desde há muito eram ansiadas pela população:
- O arrelvamento do campo de jogos da Fonte da Senhora e a construção da bancada coberta do campo de jogos da Associação Beneditense de Cultura e Desporto (o que permitiu que o clube atingisse a 1ª Divisão B do Nacional de Futebol);
- A construção da Avenida Padre Inácio Antunes (conhecida informalmente como "avenida da igreja", por terminar no local do edifício da Paróquia da Benedita) e a sua ligação ao IC2;
- A construção de um complexo moderno e funcional de piscinas cobertas (permitiu aos beneditenses e a outras populações do Sul do concelho a prática de natação na Benedita, não tendo assim necessidade de continuar a deslocar-se a Rio Maior, Caldas da Rainha ou Alcobaça, como tinham de fazer anteriormente);
- A construção do Centro Cultural Gonçalves Sapinho - inaugurado em 2004 -, propriedade do Externato Cooperativo da Benedita, com todas as suas valências (centro de exposições, biblioteca, videoteca, auditórios, etc.), que colmatou a necessidade de espaço de qualidade dedicado às atividades culturais na freguesia;[7]
- A modernização da Feira do Gado e da feira de dia 6 - que acabou por entrar em decadência, tendo sido extinta no final da década de 2010 - e a sua adequação às normas e exigências comunitárias;

Em 2015, teve lugar a requalificação de um dos locais mais centrais da vila, a Praça José Damasceno de Campos - que possui o nome de um antigo Governador Civil dos distritos de Leiria e de Bragança - que a partir daí passou a ser um espaço adequado para realização de eventos ao ar livre. Já as obras de requalificação da área da Casa da Vila, onde está sediada a Junta de Freguesia da Benedita, tiveram início no segundo trimestre de 2022, com a construção de uma réplica da fonte que existiu na Praça Damasceno de Campos entre a década de 1980 e 2015. A réplica ficou pronta no final de 2022.
Em 2019, foi inaugurada a nova Unidade Saúde Familiar (designada Unidade de Saúde Familiar Santa Maria - Benedita) da freguesia, localizada a poucos metros da anterior (inaugurada em 1992) e ao lado da Casa da Vila. A construção do novo edifício representou um investimento de cerca de 1,5 milhões de euros, valor custeado em 15% pela Câmara Municipal de Alcobaça e pela Administração-Regional de Saúde de Lisboa e Vale do Tejo, sendo o restante financiado pela União Europeia. Esta Unidade de Saúde Familiar pretende a melhoria da "prestação de cuidados médicos a um universo populacional de 15 mil habitantes", ou seja, quase o dobro da população da freguesia da Benedita. Até ao final de 2023, a freguesia da Benedita foi uma das três freguesias do município de Alcobaça abrangidas pelo Unidade Local do Oeste. A 1 de janeiro de 2024, passou a integrar a Unidade de Saúde Local da Região de Leiria.

## Economia
A agropecuária, designadamente a suinicultura, é outra atividade económica de grande importância para a freguesia da Benedita.
A par da indústria e da suinicultura, o comércio é outra atividade muito importante para a vila da Benedita, que é visitada anualmente por milhares de pessoas que preferem fazer as suas compras no comércio da vila, inclusivamente habitantes das freguesias vizinhas.
Também o Externato Cooperativo da Benedita, criado em 1964, como cooperativa de ensino e cultura, é hoje uma referência regional como estabelecimento de ensino secundário. Ali são ministrados cursos secundários diurnos e noturnos, gerais e tecnológicos, até ao 12º ano, nas seguintes áreas: Científico-Natural, Artes, Humanidades, Informática e Administração. Esta escola é frequentada por mais de um milhar de alunos, não só da Benedita, mas também das freguesias vizinhas, incluindo freguesias dos concelhos de Rio Maior e Caldas da Rainha. Para além do ensino, o Externato Cooperativo da Benedita oferece aos seus alunos, assim como à restante comunidade educativa, várias atividades lúdicas e desportivas.
Na década de 2000, a Benedita assistiu à decadência da atividade económica e várias fábricas abriram falência. O êxodo entre a população estudantil acentuou a crise económica e, já no início da década de 2010, a Benedita revelava-se como um sítio de quebra económica, acompanhando a situação geral em Portugal nessa altura.
Em abril de 2021, depois de três décadas de discussão, finalmente avançaram as obras de construção da Área de Localização Empresarial da Benedita (ALEB), que ficará localizada numa área conhecida como "Quinta da Serra", a leste do IC2, ou seja numa área que faz parte do Parque Natural das Serras de Aire e Candeeiros. Este empreendimento representará um investimento de 7,3 milhões de euros, uma quantia comparticipada por fundos comunitários. A ALEB representa o maior investimento de sempre da Câmara Municipal de Alcobaça. O projeto obteve pareceres favoráveis de todos os organismos responsáveis pelo licenciamento ambiental e gestão territorial, nomeadamente a Comissão de Coordenação de Desenvolvimento Regional de Lisboa e Vale do Tejo, a Infraestruturas de Portugal, o Instituto de Conservação da Natureza e das Florestas e a Agência Portuguesa do Ambiente. Segundo a Câmara de Alcobaça, a ALEB contrará "com uma área de 53,7 hectares, dividida em 73 parcelas que se destinam à instalação de indústria, logística, armazenagem, comércio e serviços", tendo "um impacto regional". Em agosto de 2024, foi aprovado o regulamento da ALEB, pemitindo a venda dos lotes da mesma. A ALEB foi inaugurada a 28 de março de 2025. 

## Demografia
A população registada nos Censos foi:
| Distribuição da População por Grupos Etários | Distribuição da População por Grupos Etários | Distribuição da População por Grupos Etários | Distribuição da População por Grupos Etários | Distribuição da População por Grupos Etários |
| -------------------------------------------- | -------------------------------------------- | -------------------------------------------- | -------------------------------------------- | -------------------------------------------- |
| Ano                                          | 0-14 Anos                                    | 15-24 Anos                                   | 25-64 Anos                                   | > 65 Anos                                    |
| 2001                                         | 1503                                         | 1270                                         | 4428                                         | 1032                                         |
| 2011                                         | 1359                                         | 1062                                         | 4812                                         | 1402                                         |
| 2021                                         | 1128                                         | 956                                          | 4542                                         | 1854                                         |

## Acessibilidades e transportes públicos
Em termos de transportes públicos, a freguesia da Benedita é servida pela Rodoviária do Oeste, para mobilidade local e interurbana. Quanto a autocarros de longo curso, é servida pela Rede Expressos, cujos autocarros param na vila e a ligam, no mesmo percurso, a Lisboa, numa direção, e a Alcobaça, noutra (esse serviço também tem paragens na localidade de Évora de Alcobaça, na vila de Turquel e na cidade de Rio Maior), com três horários para cada direção em todos os dias da semana (até ao início da pandemia de Covid-19, eram quatro aos dias úteis). Há 13 anos, em 2011, durante o mandato da Presidente da Junta Maria José Filipe (PSD) e do Presidente da Câmara Paulo Inácio (PSD), foi criado um serviço de autocarros urbanos que servia as freguesias da Benedita, de Turquel e do Vimeiro - um pouco à imagem do que já acontecia (e ainda acontece) na cidade de Alcobaça, com o serviço atualmente designado de "Chita" -, mas o mesmo foi extinto em 2012. A existência do serviço praticamente não foi divulgada, fora umas poucas menções na comunicação social. Nem a autarquia nem a então Rodoviária do Tejo - que uns anos depois se desagregaria em três empresas diferentes, entre elas a Rodoviária do Oeste - anunciaram o motivo para a suspensão do mesmo.
Durante as férias escolares, a Rodoviária do Oeste opera apenas na vila da Benedita, não havendo serviço nas localidades da freguesia nem transporte interurbano para a cidade "vizinha" de Rio Maior (nestes períodos, a alternativa de transporte público coletivo entre a Benedita e Rio Maior passa pelo uso da Rede Expressos). Também não há também nenhum serviço do chamado "táxi social" que não esteja ligado a programas de assistência social nem serviços de transporte flexível e/ou a pedido, como existe, por exemplo no concelho de Leiria e desde 2013 na Comunidade Intermunicipal do Médio Tejo. Os lugares mais distantes da freguesia distam até 6 km do centro da vila da Benedita e, tendo em conta que a vila da Benedita também é um centro importante para quem mora na freguesia de Turquel, os lugares mais distantes desta última freguesia distam até 12 km da vila da Benedita. Essa pobre oferta de transportes públicos - cujo eventual impacto em fenómenos de exclusão social na freguesia e territórios envolventes se desconhece - contrasta com o facto de haver nesta freguesia um stand automóvel de renome nacional, a Benecar, que, inclusive, detém desde 2020 1% da Media Capital, grupo da TVI, como parte integrante da Biz Partners.
Aquando da campanha para as eleições autárquicas de 2021, Maria de Lurdes Pedro (PSD), presidente da junta de freguesia da Benedita desde 2017 - tendo sido reeleita em 2021 -, revelou que o projeto de construção de um terminal rodoviário - que estava no seu programa para o mandato 2017-2021 - havia caído por terra, anunciando a intenção de implementar um sistema de transporte público na vila e noutros locais da freguesia, sendo que o mandato 2021-2025 irá terminado sem que essa promessa se concretize. Apesar da sua importância enquanto centro urbano, tanto a nível municipal como regional, a vila da Benedita carece de estruturas dedicadas ao transporte público, principalmente paragens de autocarro com abrigos, quer em número suficiente quer nos locais mais utilizados pela população não-estudante.
Em 2023, a mesma líder autárquica afirmou que a falta de condições para a circulação de peões era um "grande problema" na freguesia.
A freguesia da Benedita será atravessada pela linha ferroviária de alta velocidade - vulgo TGV - de ligação entre o Porto e Lisboa, não se sabendo ainda se a leste ou a oeste do IC2. Prevê-se que a construção do trajeto que atravessará a freguesia, o trajeto Soure-Carregado, o que se prevê  que aconteça entre 2026 e 2030.

## Cultura, desporto e lazer
Em novembro de 2004, foi inaugurado na vila da Benedita o Centro Cultural Gonçalves Sapinho, que possui várias valências, entre elas uma biblioteca e um auditório com 366 lugares sentados. A autoria do projeto é do arquiteto Heinst Ferreira. O centro cultural, propriedade do Instituto Nossa Senhora da Encarnação, recebeu o seu nome em honra de José Gonçalves Sapinho, que foi deputado à Assembleia Constituinte, deputado à Assembleia da República na VII Legislatura, presidente da Câmara Municipal de Alcobaça de 1997 a 2009 e diretor pedagógico do Externato Cooperativo da Benedita durante 32 anos.
Desde 2002 que se realiza um evento tauromáquico na vila, tendo o mesmo sido interrompido apenas em 2020 e 2021, devido à pandemia de covid-19. O evento é organizado pelos Bombeiros Voluntários da Benedita e trata-se, de certa forma, de uma anomalia cultural no contexto do concelho de Alcobaça, visto que o mesmo não possui qualquer tradição tauromáquica. Por esta mesma razão e principalmente pela natureza denominada como cruel do espetáculo, em 2017 o movimento Marinhenses Anti-touradas apelou aos Bombeiros Voluntários da Benedita, assim como à Câmara Municipal de Alcobaça e à Junta de Freguesia da Benedita - que haviam patrocinado anteriores touradas na Benedita -, para que o evento fosse cancelado, o que não aconteceu. Em junho de 2022, aconteceu a tourada "tradicional" e uma semana depois deu-se um evento de variedades taurinas protagonizado por um grupo cómico espanhol, Diversiones en el Ruedo - constituído em parte por pessoas com nanismo -, e foi com este último evento que a Benedita foi alvo de atenção mediática nacional no fim de semana de 17 e 18 de junho desse ano. Isto aconteceu devido ao facto de o então Ministro da Cultura, Pedro Adão e Silva, ao saber da realização do espetáculo, ter classificado o mesmo como "atentatório à dignidade humana". A coordenadora do Observatório da Deficiência e Direitos Humanos, Paula Campos Pinto, e a presidente da Associação Nacional de Displasias Ósseas, Inês Alves, também censuraram o evento. Para além disso, a Plataforma Basta de Touradas levantou dúvidas acerca da legalidade do espetáculo cómico de variedades taurinas, ressaltando, inclusivamente, que uma associação de bombeiros “não tem legitimidade para organizar espetáculos tauromáquicos”. Em reação a isto, João Guerra, membro da organização do evento e da direção dos Bombeiros Voluntários da Benedita, defendeu a realização do evento. Nem a Junta de Freguesia da Benedita nem a Câmara Municipal de Alcobaça se pronunciaram sobre a controvérsia. De referir também que em 2015 um evento do mesmo género, que estava para ocorrer em Viana do Castelo, acabou por ser cancelado, e que no ano seguinte ao polémico evento na Benedita, Espanha proibiu "espetáculos ou atividades recreativas com o uso de pessoas com deficiência ou esta circunstância para provocar no público ridicularização, escárnio ou zombaria".
A freguesia conta também com o Clube de Caça e Tiro da Benedita - que também possui a designação de Forest Breath Clube -, fundado em 2020. O Clube de Caça e Tiro da Benedita possui um campo situado na freguesia de Turquel. Esse campo está homologado pela Federação Portuguesa de Tiro com Armas de Caça.
Em 2020, foi inaugurada a Casa das Associações, no espaço da antiga USF, que à data albergava cinco associações: o Rotary Club da Benedita, Terra Mágica das Lendas, Benedita Solidária, Airsoft e Associação de Pais e Encarregados de Educação. O edifício dispõe ainda de uma sala reservada para a junta para a realização de formações, workshops e atividades cívicas. No mesmo ano, foi inaugurado uma réplica do pórtico - estrutura que está, inclusivamente, representada no brasão da Benedita - da antiga igreja paroquial da Benedita, que conta com partes do original, demolido na década de 1950. Juntamente com arranjos exteriores da atual igreja paroquial (Igreja Paroquial da Freguesia de Nossa Senhora da Encarnação da Benedita), esta construção totalizou um custo de mais de 58 mil euros.Também em 2020, foi inaugurado um skate park indoor - o único do distrito de Leiria -, o SLX Benedita - Skate, Learn and Experience, num local providenciado pela junta de freguesia.
Em agosto de 2021, foi inaugurado o Parque Motorizado da Benedita, na última localização da extinta Feira do Gado e feira mensal da Benedita (junto à interceção entre o IC2 e a avenida Padre Inácio Antunes). O circuito contempla três pistas: uma para motos todo-o-terreno, vocacionada para modalidades de super-enduro e hard-enduro, uma segunda para motos, mas mais dedicada a crianças e jovens, e ainda uma pista para bicicletas. Este empreendimento foi levado a cabo em colaboração com a Associação Parte Manetes. Maria Lurdes Pedro, presidente da junta, explicou, no mês de inauguração do parque motorizado, que "ainda não estava  quantificado o custo" do mesmo, sendo que anteriormente o presidente da Parte Manetes, Rodrigo Vicente, havia salientado que, sem apoios de materiais, maquinaria e pessoal da parte da junta, a construção de uma estrutura deste tipo representaria um investimento superior a 40 mil euros.
Em 2022, foi criado um campo de padel dentro do complexo das Piscinas Municipais da Benedita. Juntamente com a reconversão do piso do recinto desportivo do Centro Escolar de Turquel - em funcionamento desde 2019 -, este empreitada representou um investimento de 60 mil euros. Inês Silva (PSD), então vice-presidente da câmara municipal de Alcobaça e vereadora municipal da Educação e Investigação, Cultura, Juventude e Infraestruturas afirmou que assim se pretendia "dotar a freguesia da Benedita e o concelho de Alcobaça de um espaço para a prática de uma modalidade em expansão no seio da comunidade”. Já Maria de Lurdes Pedro, presidente da junta de freguesia da Benedita, referiu que “a ideia veio da junta”, mas que o campo [estaria] a ser construído com o apoio da Câmara Municipal de Alcobaça.
Também em 2022, foi criada uma sala snoezelen na vila. Este projeto resulta de um investimento que ronda os 17 mil euros, divididos em partes iguais pela junta de freguesia e pela empresa Benecar e está instalada na Unidade de Saúde Familiar da Benedita.

## Religião
A freguesia da Benedita tem uma forte presença católica. Segundo a beneditense Inês Silva, ex-vereadora da Câmara de Alcobaça, pelo PSD, a vila-sede possui uma “tradição religiosa caraterística".

## Personalidades ilustres
Um grande destaque da história beneditense vai para o ex-recordista nacional absoluto aos 100m costas, Francisco Santos, que ficou conhecido na história da natação portuguesa como o recordista menos duradouro dos últimos 100 anos.
A atriz Diana Marquês Guerra destacou-se nacionalmente em 2001, aos 10 anos, ao entrar na telenovela Filha do Mar e desde então entrou noutras telenovelas, além de séries e filmes.
Também a economista Susana Peralta, o fazedor de opinião Camilo Lourenço e Davide Amado, o ex-presidente da concelhia do PS de Lisboa e atual presidente da Junta de Freguesia de Alcântara, têm raízes ou passaram parte da sua vida na zona da Benedita.

## Na cultura popular
A Benedita é mencionada duas vezes na primeira temporada da bem-sucedida série Pôr do Sol (2021), uma trama satírica da RTP, como sendo sede de uma "clínica de ADN de órfãos".

## Aglomerados
Para além da vila sede, fazem parte da freguesia da Benedita os seguintes povoados:
- Taveiro
- Ribafria
- Algarão
- Azambujeira
- Bairro da Figueira
- Venda das Raparigas
- Charneca do Casal do Guerra
- Casal do Carvalho
- Casal do Guerra
- Casal Gregório
- Casal Leirião
- Lagoa do Frei João
- Freires
- Frei Domingos
- Moinhos Novos
- Cabecinha
- Candeeiros
- Cruz de Oliveira